# Điểm chuyển dịch lỏng-rắn

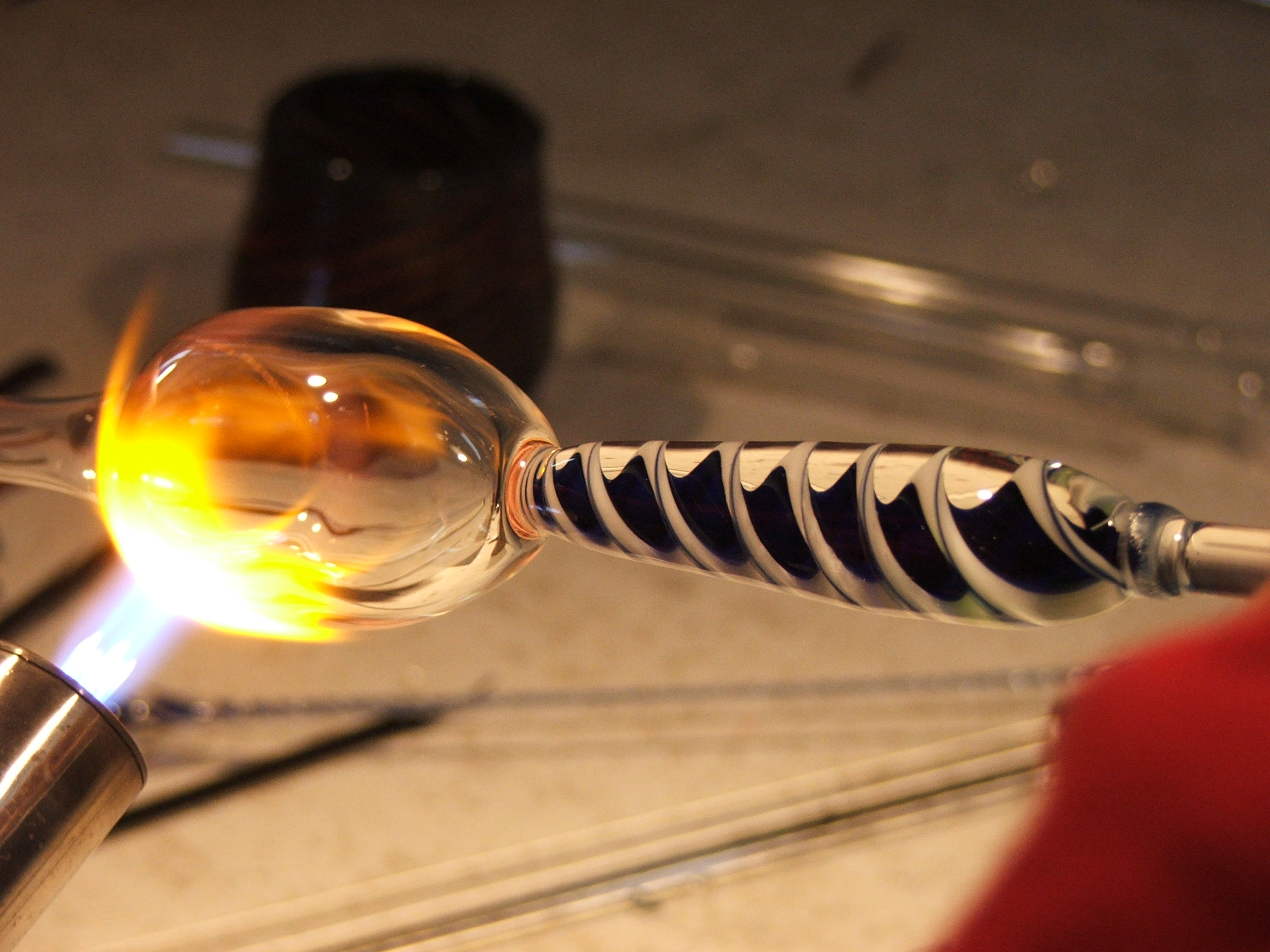
Thổi thủy tinh từ dạng rắn sang dạng lỏng ở nhiệt độ trùng ngay điểm chuyển dịch lỏng-rắn

Điểm chuyển dịch lỏng-rắn là nhiệt độ xảy ra hiện tượng chuyển di hai chiều từ thể lỏng hay trạng thái dẻo giống cao su thành thể rắn phi kết tinh, ký hiệu Tg. Khi kết tinh được gia nhiệt, chất rắn bắt đầu trạng thái biến thành thể lỏng. Ở điểm trung gian giữa thể rắn và thể lỏng, nhiệt độ vẫn dược duy trì cho đến khi chất rắn chuyển hoàn toàn thành thể lỏng.Khi đó, nhiệt độ bắt đầu tiếp tục tăng.Tuy nhiên, trong trường hợp gia nhiệt chất rắn phi kết tinh mà tính lưu động của chất rắn này tương đương với khi kết tinh (chỉ số độ cứng rất cao) thì trong phạm vi nhiệt độ hẹp tính lưu động đột nhiên tăng. Phạm vi nhiệt độ rất hẹp này được gọi là điểm chuyển di lỏng-rắn, trạng thái phi kết tinh ở nhiệt độ thấp hơn điểm chuyển di lỏng-rắn được gọi là trạng thái rắn, ở nhiệt độ cao hơn điểm chuyển di glass được gọi là trạng thái "cao su". Những chất tiêu biểu cho hiện tượng này có thể kể đến các hợp chất cao phân tử như cao su thiên nhiên, polymer tổng hợp...